# Franz Keßler (Heimatforscher)
Franz Keßler (* 15.  Mai 1906 in Hagen; † 1945 bei Danzig) war ein Arnsberger Heimat- und Geschichtsforscher, welcher durch eine Auseinandersetzung mit dem nationalsozialistischen Arnsberger Landrat Heinrich Teipel im Jahr 1937 lokale Bekanntheit erlangte.

## Leben
Franz Keßler ist am 15. Mai 1906 als Sohn des Lokomotivführers Franz Keßler und der Berta Spindeldreher in Hagen zur Welt gekommen. Er war der einzige Sohn und das jüngste Kind in der neunköpfigen Familie.
Als Franz Keßler noch nicht einmal zwei Jahre alt war, verunglückte sein Vater im März 1908 bei einem Arbeitsunfall und erlag wenige Tage später am 15. März 1908 seinen Verletzungen. Daraufhin zog die Witwe mit ihren Kindern nach Arnsberg. Keßlers Mutter verstarb einige Jahre später im Mai 1916. Franz Keßler verließ nun die Volksschule in Arnsberg und besuchte von 1917 bis 1920 die Missionsschule St. Xaver in Bad Driburg.
Nach seiner Rückkehr nach Arnsberg wohnte er bei seinen Schwestern und besuchte das Gymnasium Laurentianum, wo er 1925 sein Abitur ablegte. Anschließend studierte er von 1927 bis 1931 Naturwissenschaften, Philosophie und Kunstgeschichte in Münster und Köln. Seine Doktorarbeit schrieb er über das Thema „Die Anfänge des westfälischen Hallenkirchenbaus“. Schon während des Studiums arbeitete er als wissenschaftlicher Hilfsarbeiter im Arnsberger Stadtarchiv.
Am 18. April 1940 wurde er zur Wehrmacht einberufen hielt aber durch zahlreiche Feldpostbriefe den Kontakt zu seinen Geschwistern. Sein Tod liegt im Dunkeln. Wie aus der letzten Antwort des Suchdienstes des Deutschen Roten Kreuzes vom 4. August 2009 ersichtlich, kann er bei den allerletzten Kämpfen am 9. Mai 1945, also noch einen Tag nach der Kapitulation der Deutschen Wehrmacht, auf der Halbinsel Hela  gefallen sein.

## Heimatforschung
Franz Keßler verfasste in den Jahren von 1930 bis 1939 rund 75 Beiträge zu Kunst- und Heimatgeschichtlichen Themen, welche in verschiedenen Zeitschriften und Zeitungen, vornehmlich im Central-Volksblatt (seit 1938: „Tremonia Central-Volksblatt“) und seiner Beilage, den „Ruhrwellen – Arnsberger Heimatblatt für das Land und Volk der Ruhr“ veröffentlicht wurden. Viele seiner Artikel befassen sich mit der Kirchen - und Kunstgeschichte, mit Brauchtümern und Traditionen sowie der Volksfrömmigkeit und Baugeschichte. Seine Werke bilden eine wichtige Ergänzung der „Geschichte Arnsbergs“ von Karl Feaux de Lacroix.

## Auseinandersetzung mit dem Arnsberger Landrat
Im Jahre 1937 veranlasste der Landrat des damaligen Kreises Arnsberg und Kreisleiter der NSDAP, Heinrich Teipel, dass auf dem Glockenturm, dem Wahrzeichen Arnsbergs, der Wetterhahn durch das Symbol des nationalsozialistischen Staates, das Hakenkreuz, ersetzt wurde. Der Pfarrer der Propsteikirchengemeinde St. Laurentius und vormalige Kreisvorsitzende der Zentrumspartei, Propst Josef Böhmer, verschloss daraufhin die Stadtkapelle und erklärte, dass die Kapelle nicht zu kirchlichen Zwecken benutzt würde, „solange das neuheidnische Zeichen auf dem Turm sei.“

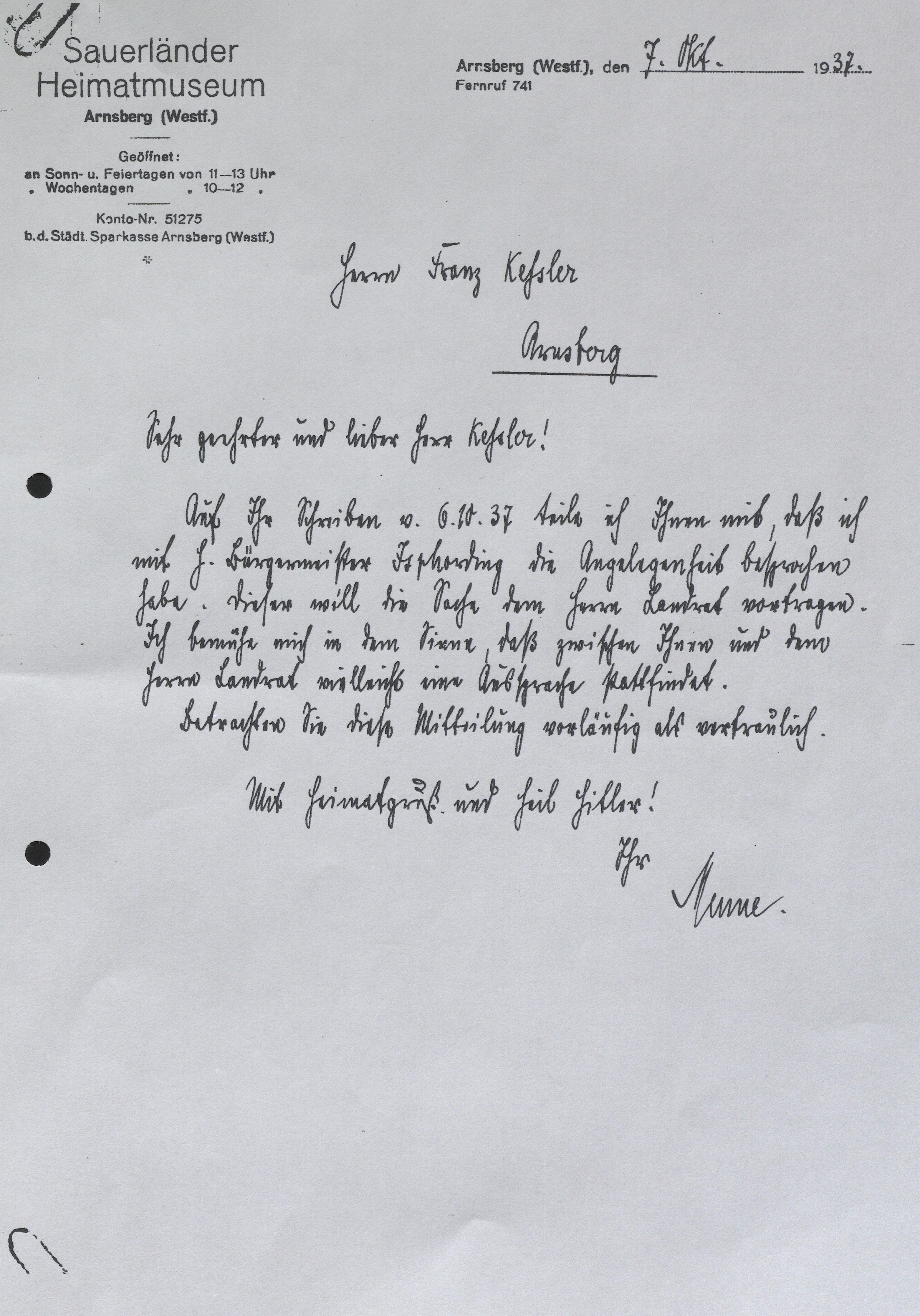
Briefverkehr zwischen Franz Keßler und Studienrat Menge

Am 7. April 1937 stellte der Landrat die Berechtigung seines Tuns in einem Flugblatt fest, mit der Begründung, dass der Glockenturm ein altes städtisches Tor und nicht Bestandteil einer Kirche sei und der Turm sich im Eigentum der Stadt Arnsberg befinde.
Franz Keßler widersprach dem Landrat am 12. April 1937 in einen ausführlichen, dreiseitigen Brief und begründete den kirchlichen Charakter des Glockenturms und bestritt der Arnsberger Stadtverwaltung das Recht, „irgendetwas an dem Glocken- oder Stadtkapellenturm zu ändern, was den kirchlichen Charakter des Glockenturms irgendwie beeinträchtigen könnte“.
Keßlers Einsatz wurde von kirchlicher Seite gelobt. Das Erzbischöfliche Generalvikariat Paderborn drückte in einem Schreiben vom 17. Juni 1937 seinen Dank aus („…Die Bischöfliche Behörde ist Ihnen zu großem Dank verpflichtet, dass Sie in Ihrem Briefe vom 12. April 1937 an den Kreisleiter der NSDAP in Arnsberg so unerschrocken und überzeugend das Recht der Kirchengemeinde vertreten haben. Umso wärmer ist unsere Anerkennung, als Sie infolge ihrer mutigen Tat eine liebgewordene Arbeit [im Stadtarchiv] aufgeben mußten…“).
Das mutige Auftreten Keßlers blieb nicht ohne Konsequenzen. Keßler verlor kurze Zeit später seine Stelle im Stadtarchiv Arnsberg; eine seiner Schwestern, welche seit 1915 an der Marienschule in Arnsberg als Lehrerin angestellt war, wurde im selben Jahr 1937 wegen ihrer christlichen Haltung aus dem Schuldienst entlassen.
Des Weiteren wurde ihm die Nutzung der Museumsbücherei des Arnsberger Heimatmuseums verwehrt. Nach vielseitigem Schriftwechsel mit Studienrat Ferdinand Menne, Mitgründer des Museums, wurde ihm das Ausleihen von Büchern wieder erlaubt, sofern der Landrat Teipel sein Einverständnis erklärte.
Darüber hinaus soll der NS-Landrat seinen Einfluss geltend gemacht haben, so dass Franz Keßler schon sehr früh, im April 1940, im Alter von 33 Jahren als Rekrut zur Wehrmacht eingezogen wurde.

## Die Feldpostbriefe

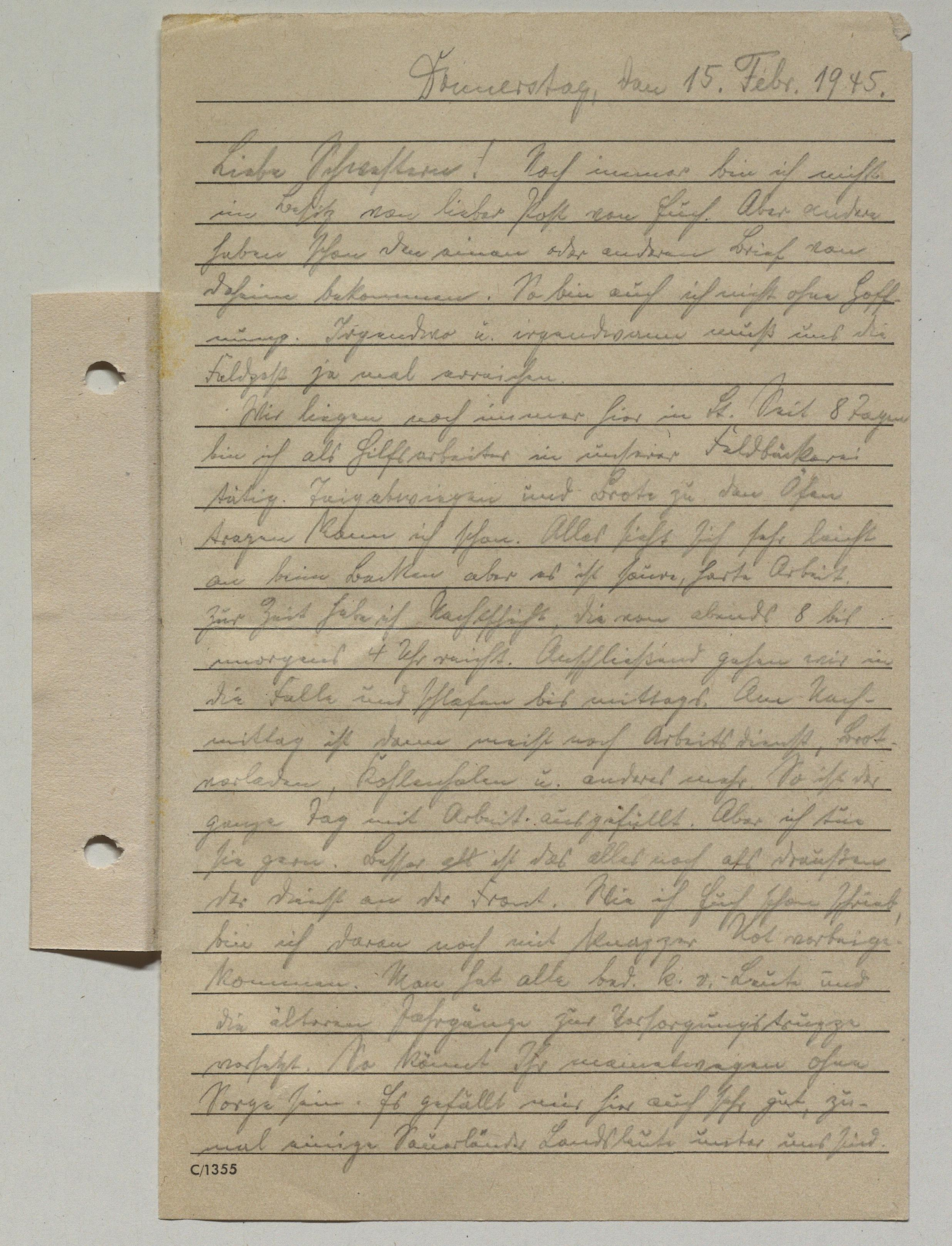
Ein Feldpostbrief, geschrieben von Franz Keßler am 15. Februar 1945

Über das, was Franz Keßler nach seiner Einberufung in die Wehrmacht am 18. April 1940 erlebte,
empfand und dachte, liegen aufgrund der Feldpostbriefe, die er beinahe Täglich an seine Schwestern schickte, genaue Informationen vor. Hervorzuheben ist die mutige Schreibweise, mit der er Ansichten und Gegebenheiten schilderte, die ihm, wären sie der Zensur in die Hände gefallen, Kriegsgerichtsverfahren eingebracht hätten. Beachtlich ist auch, dass er jeden Brief verbotenerweise mit Ortsangaben versehen hat, wodurch seine Aufenthalte bestens nachverfolgt werden können. Keßler hatte den Großteil seiner Kriegszeit wohl hinter der Front verbracht: erst als Hilfssanitäter in Frankreich, zeitweise an Ortskommandanturen in Polen und in Russland und zum Schluss wurde er als Soldat in einer Feldbäckerei eingesetzt. Sein letzter Brief vom 15. Februar 1945 wurde in Preußisch Stargard (südlich von Danzig) abgeschickt. Er schloss mit den Worten „Beten wir füreinander, damit weder Euch noch mir ein Leid zustößt und wir uns noch einmal gesund wiedersehen. Ich grüße Euch alle von ganzem Herzen und bin mit besten Wünschen euer Franz“.

## Rezeption
Im Jahr 2002 erschien als Teil der „Städtekundliche Schriftenreihe über die Stadt Arnsberg“ der Band „Franz Kessler – Kreuz statt Hakenkreuz“. Dieser beinhaltet die in den Jahren 1930 bis 1939 in verschiedenen Zeitungen und Zeitschriften erschienen Artikel Franz Keßler sowie seine Feldpostbriefe an seine Schwestern. Bearbeitet wurde das Buch von dem ehemaligen Arnsberger Stadtdirektor Günter Cronau Vorstandsmitglied des Arnsberger Heimatbundes und herausgegeben vom Arnsberger Heimatbund.
Im Jahr 2010 erschien ein Ergänzungsband zu „Kreuz statt Hakenkreuz“, welcher unter anderem Auseinandersetzungen Keßlers mit dem Leiter des Sauerländer Heimatbundes sowie Zuschriften an Franz Keßler nach Kriegsende thematisiert.